# Тазабаг (Каракалпакстан)
Тазабаг (узб. Тозабоғ, Tozabogʻ) — міське селище в Узбекистані, в Турткульському районі Каракалпакстану.
Статус міського селища з 2009 року.